# Supermodel of the World
Supermodel of the World è l'album di debutto della drag queen RuPaul, pubblicato l'8 giugno 1993 dall'etichetta discografica Tommy Boy Records e successivamente edito dalla Rhino Records.
Le canzoni di quest'album traggono molta ispirazione dal mondo delle drag queen e dalle sottoculture gay degli anni '90, trasformandole in musica da discoteca.

## Tracce
1. Supermodel (You Better Work) (RuPaul Charles/Jimmy Harry/Larry Tee)  - 3:59
2. Miss Lady DJ (R. Charles/Eric Kupper)  - 4:00
3. Free Your Mind (R. Charles/J. Harry)  - 3:48
4. Supernatural (R. Charles/J. Harry)  - 4:35
5. House of Love (R. Charles/J. Harry)  - 3:30
6. Thinkin' 'Bout You (R. Charles/E. Kupper)  - 3:46
7. Back To My Roots (R. Charles/J. Harry/E. Kupper)  - 3:32
8. Prisoner Of Love (R. Charles/J. Harry)  - 4:24
9. Stinky Dinky (R. Charles/J. Harry/Fred Schneider)  - 4:44
10. All Of A Sudden (R. Charles/J. Harry)  - 3:53
11. Everybody Dance (Edwards/Rodgers)  - 3:56
12. A Shade Shady (Now Prance) (R. Charles/E. Kupper)  - 3:56

## Crediti

### Personale
- Erwin Gorostiza Direzione artistica
- Lan Yin Design
- Fenton Bailey Executive Producer
- Randy Barbato Executive Producer
- Jimmy Harry Horn, Vocals, Producer, Engineer
- Uptown Horns Horn
- Mathu Make-Up, Hair Stylist, Stylist
- Zaldy Make-Up, Stylist, Hari
- Tom Coyne Mastering
- Seiji Mixing
- LaWanda Page Performer
- Fred Schneider Performer
- Mark Contratto Photography
- Eric Kupper Vocals (bckgr), Producer, Engineer, Mixing
- Karen Bernod Vocals (bckgr)
- Betty Cooper Vocals (bckgr)
- Chavonie Cooper Vocals (bckgr)
- Trenise Y. Haddock Vocals (bckgr)
- Vincent Haddock, Jr. Vocals (bckgr)
- Angela M. Hadock Vocals (bckgr)
- Kevin E. Ien Vocals (bckgr)
- Leon King Vocals (bckgr)
- Lisa Lowell Vocals (bckgr)
- Mark Mancini Vocals (bckgr)
- Sherryl Marshall Vocals (bckgr)
- William L. Richardson, Jr. Vocals (bckgr)
- Carole Sylvan Vocals (bckgr)
- RuPaul Vocals